# Sideritis anagae
Sideritis anagae là một loài thực vật có hoa trong họ Hoa môi. Loài này được (Christ) ined. miêu tả khoa học đầu tiên.